# Goudokseltroepiaal
De goudokseltroepiaal (Macroagelaius imthurni) is een zangvogel uit de familie Icteridae (troepialen).

## Verspreiding en leefgebied
Deze soort komt voor op de tepuis van zuidelijk Venezuela tot westelijk Guyana en noordelijk Brazilië (Roraima).